# Васильєвська сільська рада (Акбулацький район)
Васи́льєвська сільська рада (рос. Васильевский сельский совет) — сільське поселення у складі Акбулацького району Оренбурзької області Росії.
Адміністративний центр — село Васильєвка.

## Населення
Населення — 351 особа (2019; 461 в 2010, 643 у 2002).

## Склад
До складу сільської ради входять:
| Населений пункт  | Населення, осіб (2002) | Населення, осіб (2010) |
| ---------------- | ---------------------- | ---------------------- |
| Васильєвка, село | 483                    | 369                    |
| Майдан, селище   | 160                    | 92                     |